# Ланцшерский парк (Дюссельдорф)
Ланцшерский парк (нем. Lantz’scher Park) — исторический ландшафтный парк в административном районе Лохаузен города Дюссельдорф (Северный Рейн-Вестфалия, Германия).

## Местоположение
С юга парк примыкает к автобану А44. В этом месте располагается съезд с автобана номер 29 «Дюссельдорф-Мессе/Арена». В целом парк расположен между Рейном на западе, аэропортом Дюссельдорфа на Востоке, стадионом и ярмарочными сооружениями на юге и историческим районом Кайзерсверт на севере. В парк можно добраться метротрамами U78 и U 79 из центра Дюссельдорфа и U 79 из Дуйсбурга.

## Общая характеристика
Площадь парка составляет 14,5 га и занимает низкую надпойменную террасу, которая, до создания защитной дамбы, временами заливалась водами Рейна.

## История
В 1804 году Генрих Бальтазар Ланц приобретает у барона Фердинанда Калькумского рыцарское поместье Лохаузен. В последующие 1805—1806 годы на фундаменте старого водного замка сооружается новый господский дом семьи Ланц. В 1878—1879 годах к поместью достраивается погребальная часовня.
Собственно парк формируется в три этапа. Согласно фондам дюссельдорфского городского музей, средняя, самая старая часть парка — это окультуренный старый участок небольшого лесного массива (показан на карте 1702 года, выполненной в виде литографии под названием «Осада Кайзерсверта», описывающая известное историческое событие 1702 года. Карта напечатана в 1715 году. Часть парка рядом с господским домом была сформирована в английском ландшафтном стиле садовым архитектором Йозефом Клеменсом Вайе в 1858 году.